# Saint-Benoît-des-Ombres
Saint-Benoît-des-Ombres är en kommun i departementet Eure i regionen Normandie i norra Frankrike. Kommunen ligger i kantonen Saint-Georges-du-Vièvre som tillhör arrondissementet Bernay. År 2022 hade Saint-Benoît-des-Ombres 142 invånare.

## Befolkningsutveckling
Antalet invånare i kommunen Saint-Benoît-des-Ombres
Referens:INSEE